# Borena (zone)
Pour les articles homonymes, voir Borena.
La zone Borena est l'une des 21 zones de la région Oromia en Éthiopie.
Depuis la séparation de la zone Ouest Guji, Yabelo est sa principale ville.

## Situation
Limitrophe du Kenya, de la région Somali et de la région des nations, nationalités et peuples du Sud, la zone Borena se situe à l'extrême sud de la région Oromia.
Elle est principalement desservie par la route d'Addis-Abeba à Nairobi, environ 700 km au sud d'Addis-Abeba

## Histoire
Au XXe siècle, Negele et Yabelo sont les  chefs-lieux de deux vastes awrajas dans la province de Sidamo. Negele est la capitale de l'awraja Borena qui s'étend jusqu'à la frontière somalienne et Yabelo est la capitale de l'awraja Arero qui s'étend jusqu'à la frontière kényane.
À la réorganisation du pays en régions, la zone Borena s'étend dans la région Oromia de la frontière kényanne à la zone Bale, bordée par la région Somali et la région des nations, nationalités et peuples du Sud.
Cette vaste zone Borena aurait à l'origine une superficie de 95 740 km2[à vérifier].
En 2006, l'Atlas of the Ethiopian Rural Economy ne mentionne encore que la zone Borena au sud de la zone Bale.
La zone Guji se sépare de la zone Borena au début des années 2000[à vérifier].
La zone Ouest Guji se sépare à son tour des zones Borena et Guji à la fin des années 2010[à vérifier].

## Woredas
Composée de douze woredas jusqu'en 2006, la zone Borena se réduit à sept woredas avec le transfert de Bore, Uraga, Adolana Wadera, Odo Shakiso et Liben dans la zone Guji.
La zone Borena est composée de dix woredas au recensement de 2007.
Elle se subdivise au moins en treize woredas avant de se séparer de sa partie nord au profit de la zone Ouest Guji :
- Abaya[3], subdivisé de Gelana Abaya[2] en 2007, transféré dans la zone Ouest Guji ;
- Arero[2],[3] ;
- Bule Hora[3], subdivisé de Hagere mariam[2] en 2007, transféré dans la zone Ouest Guji ;
- Dehas[4],[5], séparé de Dire et d'Arero après 2007 ;
- Dillo[4], séparé de Dire après 2007 ;
- Dire[2],[3] ;
- Dugda Dawa[3],[5], subdivisé de Hagere mariam en 2007, transféré dans la zone Ouest Guji  ;
- Gelana[3], subdivisé de Gelana Abaya en 2007, transféré dans la zone Ouest Guji ;
- Malka Soda[4],[5], séparé de Bule Hora après 2007, transféré dans la zone Ouest Guji ;
- Miyu[3],[5], séparé de Dire en 2007 ;
- Moyale[2],[3] ;
- Teltele[2],[3] ;
- Yabelo[2],[3],[5].

Une carte à fin 2021 indique d'autres subdivisions après lesquelles la zone Borena se compose de quatorze woredas appelés 
Arero,
Dhas,
Dilo,
Dire,
Dubluk,
Elwaya,
Gomole (en),
Guchi,
Miyo,
Moyale,
Teltale,
Wachile,
Yabelo et
Yabelo town.

## Population
En 2006, l'Atlas of the Ethiopian Rural Economy estime la densité de population entre 26 et 50 personnes par km2 en moyenne dans la vaste zone Borena couvrant alors tout le sud de la région Oromia. La densité de population y va de moins de 5 personnes par km2 dans les woredas Teltele et Arero à plus de 50 personnes par km2 dans le woreda Hagere Mariam, et à plus de 100 personnes par km2 dans les woredas Bore et Uraga.
Au recensement de 2007, la zone Borena — qui englobe encore l'actuelle zone Ouest Guji à l'exception de Kercha et Hambela Wamena qui se rattachent à l'époque à la zone Guji — compte 962 489 habitants et 9 % de la population est urbaine.
L'oromo est alors la langue maternelle pour 91 % des habitants de la zone, le gedeo pour 4 %, le konso pour 3% et l'amharique  pour 1 %.
Près de la moitié (47 %) des habitants de la zone sont protestants, 35 % sont de religions traditionnelles africaines, 9 % sont musulmans, 5 % sont orthodoxes et 1 % sont catholiques.
Toujours en 2007, et sur le même périmètre, la principale agglomération de la zone est Hagere Mariam avec 27 820 habitants en 2007, suivie par Yabelo avec 17 497 habitants, Gerba avec 7 425 habitants, Mega avec 6 135 habitants et Foncha avec 5 560 habitants. Les autres agglomérations de la zone ont moins de 5 000 habitants.
| Woreda     | Population 2007 | Agglomérations en 2007 |
| ---------- | --------------- | ---------------------- |
| Abaya      | 103 348         | Gwanigwa               |
| Arero      | 48 126          | Meta Gefersa           |
| Bule Hora  | 264 489         | Hagere Mariam, Gerba   |
| Dire       | 73 401          | Mega                   |
| Dugda Dawa | 147 327         | Foncha                 |
| Gelana     | 71 369          | Tore                   |
| Miyu       | 50 601          | Hidlola                |
| Moyale     | 31 162          |                        |
| Teltele    | 70 501          | Milema                 |
| Yabelo     | 102 165         | Yabelo                 |

En 2022, la population est estimée à 1 402 530 personnes avec une densité de population de 31 personnes par km2 et 45 435 km2 de superficie sur le périmètre 2007 de la zone Borena.